# Крымские зори (фестиваль)
«Крымские зори» — советский музыкальный фестиваль, который проводился в Крымской области УССР. Особенностью фестиваля было участие народных коллективов победителей республиканских конкурсов совместно с профессиональными исполнителями. Другой особенностью было большое количество площадок фестиваля в разных городах Крыма, вплоть до выступлений на отдельных предприятиях. Открытие, как правило, происходило на стадионе Локомотив в Симферополе, закрытие в Ялте. Всего с 1973 по 1983 годы состоялось шесть полномасштабных массовых фестивалей. Позднее предпринимались попытки возродить фестиваль, они существенно уступали по числу и известности исполнителей и числу зрителей.

## История
Появлению фестиваля «Крымские зори» предшествовало успешное проведение в 1968 году Министерством культуры СССР музыкального фестиваля «Праздник советской песни» в Крыму. В 1973 году было решено учредить фестиваль под названием «Крымские зори». Первое мероприятие под этим брендом проходило с 15 по 27 августа и одновременно стартовало в Симферополе, Ялте, Севастополе, Евпатории, Керчи и Феодосии. Выступали народные коллективы победители республиканских конкурсов. В нём приняли участие и профессиональные советские исполнители Ю. Гуляев, Т. Синявская, М. Магомаев, И. Кобзон, Т. Сорокина, К. Шульженко, М. Кодряну , Т. Миансарова.
Муслим Магомаев выступал на этом фестивале совместно с эстрадным оркестром Левона Мерабова и женским вокальным квартетом «Улыбка». На стадионе Локомотив в Симферополе на открытие фестиваля состоялась премьера «Торжественной песни» на слова Р. Рождественского.
Приглашёнными участниками 1-го фестиваля искусств были Э. Пьеха и С. Ротару, Ю. Богатиков и Полад Бюль-Бюль. Участвовали исполнители из Болгарии, Чехословакии, Польши и ГДР. Фестиваль «Крымские зори» открылся в Симферополе на стадионе «Локомотив» 15 августа 1973 года, а завершался в торжественной обстановке в Ялте.
С тех пор он проводился каждые два года. Стадион Локомотив в Симферополе был его главной ареной. Логотипом фестиваля стало стилизованное изображение трёхструнной кифары. Всего состоялось шесть полномасштабных фестивалей «Крымские зори». Седьмой фестиваль должен был состоятся в 1985 году, но был отменён из-за проведения XII Всемирного фестиваля молодёжи и студентов в Москве.
Организаторами фестиваля выступали Министерство культуры СССР, Министерство культуры Украинской ССР, Союзконцерт, Укрконцерт и Крымская филармония. Фестиваль имел идеологическое значение, ставя цель пропагандировать советскую песню, интернационализм и демонтировать советским гражданам оптимизм. Девизом мероприятия стало выражение «Нам песня строить и жить помогает» из кинофильма «Весёлые ребята».
Во время фестиваля музыканты давали множество концертов в различных городах Крыма, включая выступления на Черноморском флоте или площадках домов культуры в совхозах. В Севастополе фестиваль проходил на Сапун-горе, площади Нахимова и стадионе «Чайка». Наиболее масштабное мероприятие в Севастополе прошло в 1983 году и было приурочено к празднованию 200-летия города.
Всего за время проведения фестиваля на нём выступило более 6 тысяч исполнителей на более чем 2 тысячах концертов, которые посетило около 1,8 миллиона человек.
| Годы                 | 1973           | 1975           | 1977           | 1979       | 1981           | 1983      | Всего         |
| -------------------- | -------------- | -------------- | -------------- | ---------- | -------------- | --------- | ------------- |
| Количество концертов | 350            | 328            | более 500      | более 400  | более 200      | более 250 | более 2028    |
| Число исполнителей   | более 1000     | более 1500     | более 1300     | более 1000 | более 800      | более 600 | более 6200    |
| Количество зрителей  | свыше 300 тыс. | около 300 тыс. | Около 520 тыс. | 300 тыс.   | свыше 261 тыс. | 200 тыс.  | свыше 1,8 млн |

С 1977 года после каждого фестиваля Всесоюзная фирма «Мелодия» выпускала отчётные сборники композиций участников фестиваля. 

## Участники
В разные годы участниками фестиваля «Крымские зори» были такие певцы и артисты как Алла Пугачёва, Валерий Леонтьев, София Ротару, Иосиф Кобзон, Мария Биешу, Дмитрий Гнатюк, Юрий Гуляев, Муслим Магомаев, Евгения Мирошниченко, Ермек Серкебаев, Анатолий Соловьяненко, Клавдия Шульженко, Артур Эйзен, Ольга Басистюк-Гаптар, Ольга Воронец, Виктор Вуячич, Алибек Днишев, Мария Кодряну, Константин Огневой, Андрей Сова и Иван Суржиков.
На сценах фестиваля также выступали такие музыкальные коллективы как Государственная заслуженная капелла бандуристов УССР, Ансамбль скрипачей Большого театра СССР, Закарпатский народный хор, духовой оркестр Литовской ССР «Тримитас», ВИА «Червона рута», «Сябры», «Рэро» и «Ялла».
В программу фестиваля также включались встречи и концерты композиторов Людмилы Лядовой, Василия Соловьева-Седого, Александра Флярковского, Яна Френкеля и Игоря Шамо.
Приезжали на «Крымские зори» и зарубежные артисты из Польши, Югославии, Чехословакии, Кампучии и Японии.

## Попытки возрождения
В 1988 году музыкальный фестиваль прошёл в Симферополе, но с куда меньшим размахом. Первую попытку возродить фестиваль после распада СССР в начале 1990-х предпринял Юрий Богатиков, который инициировал фестиваль «Песни моря», проводившийся до 2002 года. В 1992 году основную концертную нагрузку фестиваля, кроме Богатикова, взяли на себя София Ротару, Виталий Белоножко, ансамбль «Таврия» и шоу-балет «Тодес». В 1994 и 1997 годах фестиваль принимал стадион «Фиолент» в Симферополе. В 1998 году «Крымские зори» прошли в Украинском культурно-информационном центре Севастополя и были посвящёны 25-летию фестиваля.
В 2013 году в рамках 40-летия фестиваля председатель Совета министров Крыма Анатолий Могилёв инициировал возрождение «Крымских зорь» в качестве детского конкурса. После присоединение Крыма к Российской Федерации новыми российскими властями полуострова также предпринималась попытки возобновить фестиваль, но до реализации дело не дошло.